# Pellaea woodfordii
Pellaea woodfordii är en kantbräkenväxtart som först beskrevs av Wright, och fick sitt nu gällande namn av Carl Frederik Albert Christensen. Pellaea woodfordii ingår i släktet Pellaea och familjen Pteridaceae. Inga underarter finns listade.